# خانه حاج میرزا حسن شمس
خانه حاج میرزا حسن شمس مربوط به دوره دوره معاصر دوره پهلوی است و در شهرستان ابرکوه، بخش بهمن، دهستان اسفندار، روستای اسفند آباد واقع شده و این اثر در تاریخ ۲۷ اسفند ۱۳۸۷ با شمارهٔ ثبت ۲۶۳۵۶ به‌عنوان یکی از آثار ملی ایران به ثبت رسیده‌است.